# تورتولی
تورتولی (به ایتالیایی: Tortolì) یک کومونه در ایتالیا است که در استان الیاسترا واقع شده‌است.

## خصوصیات
تورتولی ۳۹٫۹۷ کیلومترمربع مساحت و ۱۰٬۲۰۷ نفر جمعیت دارد و ۱۳ متر بالاتر از سطح دریا واقع شده‌است.

## خواهرخوانده
شهر ونسا خواهرخواندهٔ تورتولی هست.